# Mátyás Szűrös
Dans le nom hongrois Szűrös Mátyás, le nom de famille précède le prénom, mais cet article utilise l’ordre habituel en français Mátyás Szűrös, où le prénom précède le nom.
Mátyás Szűrös (prononcé [maːcaːʃ], [syːrøʃ]), né le 11 septembre 1933 à Püspökladány, est un homme d'État hongrois. Il a été président de la République de Hongrie du 18 octobre 1989 au 2 mai 1990.